# Graham Dow
Geoffrey Graham Dow (* 4. Juli 1942 in Edmonton) ist ein britischer anglikanischer Theologe. Er war von 2000 bis 2009 Bischof von Carlisle in der Church of England.

## Ausbildung
Dow besuchte von 1947 bis 1954 die private St. George’s School in Harpenden, später dann von 1954 bis 1960 die St Alban’s School in St Albans, Hertfordshire. Von 1960 bis 1966 studierte er Chemie und Theologie am Queen’s College der University of Oxford. Dort legte er 1963 einen Bachelor of Arts und 1965 einen Bachelor of Science in den Fächern Chemie und Theologie ab. 1968 folgte dort der Master of Arts, ebenfalls in Chemie und Theologie, 1981 schließlich der Master of Science im Fach Chemie. Von 1972 bis 1974 studierte Dow in Teilzeit an der Birmingham University und erwarb ein Diplom im Fach Pastoraltheologie. Von 1975 bis 1982 folgte, ebenfalls in Teilzeit, ein Studium an der University of Nottingham, wo Dow 1982 mit einem Master of Philosophy abschloss.

## Kirchliche Laufbahn
Zur Vorbereitung auf das Priesteramt besuchte er 1966–1967 das Clifton Theological College. 1967 wurde Dow zum Diakon geweiht, 1968 folgte die Weihe zum Priester. Von 1967 bis 1972 war er Hilfsvikar an der Pfarre St Peter and St Paul, der Tonbridge Parish Church, in Tonbridge in der Diözese von Rochester. Von 1972 bis 1975 war als Studentenpfarrer und Kaplan am St John’s College (Oxford) der Universität Oxford in Oxford tätig, zunächst als Hilfskaplan, dann 1974–1975 als Kaplan. Von 1975 bis 1981 lehrte er als Universitätsdozent am St John’s College der Universität Nottingham im Fach Christliche Glaubenslehre (Christian Doctrine). 1981 wurde er Pfarrer an der Holy Trinity Church in Coventry und hatte dieses Amt bis 1992 inne. Von 1988 bis 1992 war er außerdem Canon Theologian an der Kathedrale von Coventry. 1992 wurde er zum Bischof von Willesden ernannt und hatte damit das Amt eines Suffraganbischofs in der Diözese London inne. In dieser Funktion war er von 1997 bis 2000 auch Vorsitzender der London Church Leaders Executive. 2000 wurde er, als Nachfolger von Ian Harland, Bischof von Carlisle. Dieses Amt hatte er bis 31. März 2009 inne. Seitdem ist Dow offiziell im Ruhestand. Er ist jedoch seit 2009 weiterhin im Dienste der Church of England tätig, als Assistent Bishop für die Diözese Chester. Dows Nachfolger als Bischof von Carlisle wurde James Newcome. 
Dow übte mehrere kirchliche Ehrenämter aus. Von 1981 bis 1987 war er Mitglied des Bishop’s Council for Ministry, 1982 bis 1985 auch des Bishop’s Council der Church of England. Seit 1982 war er Mitglied des Dekanats und Mitglied der Diözesansynode. Von 1992 bis 1997 war er außerdem Vorsitzender des Board of Socil Responsibility der Diözese London. Er war Mitglied des Verwaltungsrates (Governor, 1981–1992) und Treuhänder (Trustee, 1987–1992) der Blue Coat School in Coventry.

## Mitgliedschaft im House of Lords
Dow gehörte vom 8. November 2007 bis zum 30. April 2009 als Geistlicher Lord dem House of Lords an. Dows Sitz im House of Lords übernahm ab 2009 der Bischof von Wakefield, Stephen Platten. 
Zu seinen politischen Interessengebieten zählte Dow die Förderung der Grafschaft Cumbria, die Landwirtschaft, sowie Eisenbahnverkehr und Öffentliches Transportwesen. Als Länder von besonderem Interesse für ihn nannte Dow die Länder Angola, Mosambik und Indien.

## Wirken in der Öffentlichkeit
Schwerpunkte im kirchlichen Wirken Dows waren die Themenbereiche Christlicher Glaube im Alltag, das Verhältnis von Religion und Politik, die Förderung von Laiengeistlichen, charismatische und spirituelle Erneuerung. Dow ist Anhänger einer Theologie der spirituellen Heilung und der inneren Befreiung durch Gebete. Er gilt als Spezialist für den Themenkreis Exorzismus. In seinem Buch Explaining Deliverance (1991) nannte Dow verschiedene Manifestationen des Bösen und zerstörerischer Kräfte: Gottesleugnung, Alternativmedizin, Alkoholismus und Rauchen, Anorexia nervosa und das Tragen von schwarzer Kleidung. Auch bestimmte Sexualpraktiken wie Oralverkehr und Analverkehr gäben bösen Geistern die Möglichkeit, in den Körper des Menschen einzudringen.
In kirchenrechtlichen Fragen vertrat Dow stets einen konservativen Standpunkt. Er ist Vertreter eines anglikanischen Evangelikalismus. Er wird der Gruppe der Traditionalisten in der Church of England zugerechnet.
Dies zeigte sich auch in seiner generellen Einstellung zur Frage der Homosexualität. Er gehörte zu den Rebel Bishops der Church of England. 2003 unterschrieb Dow einen offenen Brief als einer der Bischöfe der Church of England, die die Nominierung von Jeffrey John, einem offen homosexuellen Priester, der in einer festen Beziehung lebte, zum Weihbischof von Reading durch den Erzbischof von Canterbury, Rowan Williams, ablehnten.
Zu den Unterzeichnern gehörten auch die Bischöfe von Bradford, Chester, Chichester, Exeter, Liverpool, Rochester, Southwell und Nottingham und Winchester.
Dow ist einer der bekanntesten Gegner der Rechte von Homosexuellen. Nach der Flutkatastrophen in Großbritannien im Juni 2007 sagte Dow, dass es zukünftig mehr Naturkatastrophen geben würde. Graham Dow sah in den Überschwemmungen des Jahres 2007 Gottes Strafe, weil „jede Art von Lebensstil jetzt als legitim angesehen wird“, dies Gott aber nicht gefalle. Insbesondere kritisierte er die seit Dezember 2005 in Großbritannien bestehende zivilrechtliche Anerkennung gleichgeschlechtlicher Lebensgemeinschaften.
2005 war Dow in die Schlagzeilen der britischen Presse geraten, als er forderte, ein Granitstein in Carlisle mit einer Höhe von acht Fuß, der eine Inschrift trug, müsse entfernt werden. Die Inschrift, ein Fluch des damaligen Erzbischofs von Glasgow, Gavin Dunbar, galt ursprünglich den englischen und schottischen Schaf- und Viehräubern, die im 16. Jahrhundert entlang der Grenze ihr Unheil trieben. Der Stein war im Rahmen der 1000-Jahr-Feierlichkeiten 2002 in Carlisle von einem lokalen Künstler gefertigt und aufgestellt worden. Dow unterstützte ortsansässige Gläubige, die die Auffassung vertraten, der Fluch sei für den Ausbruch einer Maul- und Klauenseuche, für Überschwemmungen und den Abstieg der örtlichen Fußballmannschaft verantwortlich. Dow äußerte die Auffassung, dass der ursprüngliche Fluch nicht gottgefällig gewesen sei und erwog einen Exorzismus.

## Privates
Dow ist verheiratet und Vater von vier erwachsenen Kindern. Seine Ehefrau Molly ist Lehrerin und besitzt ebenfalls ein Diplom in den Fächern Chemie und Theologie. Außerdem war sie als Laiengeistliche und als kirchliche Beraterin in Glaubensfragen tätig. Sie leitete geistliche Besinnungsseminare und Gebetskreise. Zu seinen Freizeitaktivitäten und Hobbys zählt Dow sein Interesse für Eisenbahnen, insbesondere Dampfeisenbahnen und Rollbockzüge, Reisen, Musik und das Lesen von Biografien.

## Veröffentlichungen
- The Local Church's Political Responsibility (1980)
- Whose Hand on the Tiller? (1983)
- Those Tiresome Intruders (1990)
- Christian Renewal in Europe (1992)
- Explaining Deliverance (1991)
- A Christian Understanding of Daily Work (1994)
- Pathways of Prayer (1996)